# LOEX
LOEX是一个数字资产交易平台，于2018年8月在塞舌尔成立。提供数字货币交易服务。

## 发展历程
2018年12月，继香港、马来西亚、台湾、韩国等之后，LOEX国际站正式落地日本、澳大利亚。